# Quaditz

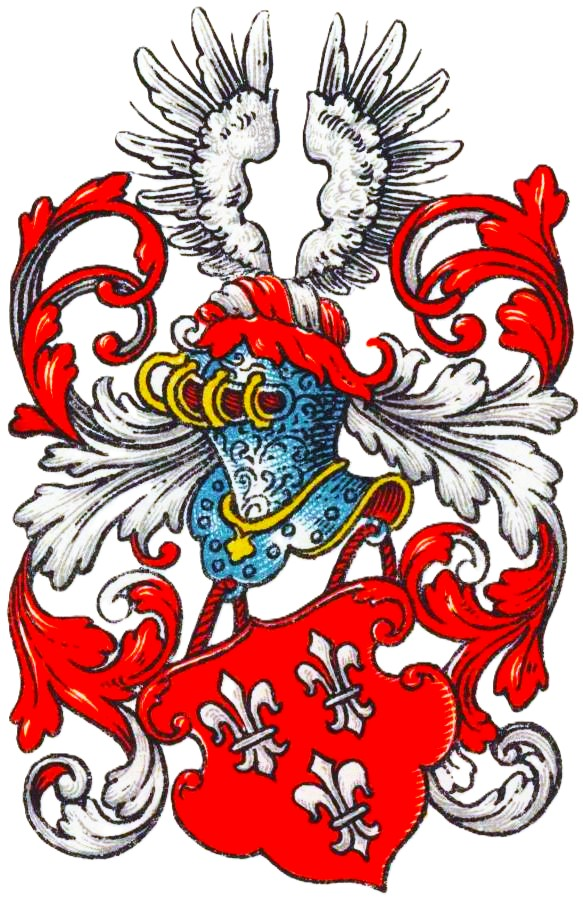
(Späteres) Wappen der Quaditz im Wappenbuch des Westfälischen Adels

Quaditz (ursprünglich auch Waltering, Waltering genannt Quaditz o. ä.; lat. Quaditus) ist der Name eines erloschenen westfälischen Adelsgeschlechts.

## Geschichte
Das Geschlecht war in der Grafschaft Ravensberg und in der Grafschaft Lippe ansässig. Der ursprüngliche Name war Waltering, d. h. „Walters Sohn“. Die Familie gehörte zum Bürgertum der Stadt Lemgo. Dort erscheint die Familie erstmals mit dem Lemgoer Bürger Heinrich Waltering im Jahr 1384. Aber schon 1372/4 war er Lippischer Lehnsmann und Amtmann zu Brake. 1393 tritt Heinrich erstmals unter dem Namen Waltering genannt Quaditus auf. Der Genanntname ersetzte dann Schritt für Schritt den ursprünglichen Namen.
Die Familienstammfolge stellt sich wie folgt dar:
- Heinrich Waltering genannt Quaditz (urkundlich 1384–1413), Amtmann zu Brake, ⚭ I. Ilseke (urkundlich 1390–1395), ⚭ II. Jutta (urkundlich 1413)
  - Walter Quaditus (urkundlich 1400–1420)
  - Johann Quaditz (urkundlich 1409–1425), Burgmann zu Detmold, Mitglied der Ritterschaft des Lippischen Landes, siegelte 1420 mit dem Lilienwappen, ⚭ N. N., 1432 Witwe
    - Johann Quaditz (urkundlich 1427–1454), Knappe, Mitglied der Lippischen Ritterschaft, ⚭ Ilse
      - Johann Quaditz (urkundlich 1456–1479; 1492 bereits tot), Lippischer Landdrost zu Brake, ⚭ Elseke
        - Johann Quaditz (urkundlich 1482–1526; 1531 bereits tot), Lippischer Amtmann und Landdrost, ⚭ N. N.
          - Beate Quaditz (erscheint 1531; † vor 1547) ⚭ Cord Landwehr zu Büllinghausen
          - Anna Quaditz (erscheint 1531) ⚭ Johann Schapedot zu Lemgo

    - Heinrich Quaditz (urkundlich ab 1456; † 1491), Knappe, 1477 Pfandherr über das Dorf Lage,[4] ⚭ N. N.
      - Johann Quaditz (urkundlich 1492–1499; 1519 bereits tot) ⚭ N. N.
        - Johann Quaditz (urkundlich 1514–1530; 1532 bereits tot) ⚭ N. N., erscheint als Witwe
        - Jobst Quaditz (urkundlich 1514–1521; † vor 1532), Lippischer Drost zu Sternberg
        - Franz Quaditz (urkundlich ab 1508; † 5. Juli 1531), Kanoniker des St. Petersstifts zu Fritzlar

      - Lüdeke Quaditz (urkundlich 1492)
      - Clara Quaditz (urkundlich 1492) ⚭ Benedikt von Barkhausen auf Lübbecke im Mindischen

    - Lüdeke Quaditz (urkundlich 1456–1479), Lippischer Lehnsnehmer der Mühle zu Lage,[5] ⚭ Adelheid (urkundlich 1479–1492), ab 1487 als Witwe

Neben dem genannten Besitz in Lage hatte die Familie Güter u. a. auch in Lemgo, Matorf, Büllinghausen, Hardissen, Horn, Nieheim, Greste (Niggenbuirs Hof) sowie Detmold und Ottenhausen (Bauernburg Ottenhausen). Auch das Schloss Brake, das Amt Brake sowie das halbe Schloss Lipperode hatten sie eine Zeit lang als Pfandbesitz inne.
Nach dem Tod der drei Brüder Johann, Jobst und Franz Quaditz belehnte Graf Simon zu Lippe am 28. April 1532 die Söhne der Clara von Barkhausen geb. Quaditz, nämlich Dietrich, Johann und Jobst von Barkhausen mit den heimgefallenen Gütern der Familie Quaditz.

## Wappen
Blasonierung des ursprünglichen Wappens (Heinrich Waltering, 1398)Schild mit einer halben fünfblätterigen Rose (auf der linken Schildseite).
Blasonierung des späteren Wappens ab 1420In Rot drei (2:1) Lilien. Auf dem rot-silbern bewulsteten Helm mit rot-silbernen Helmdecken ein offener silberner Flug. Julius von Oeynhausen gibt abweichend an, dass der Schild blau, nicht rot war.